# Oslí mléko

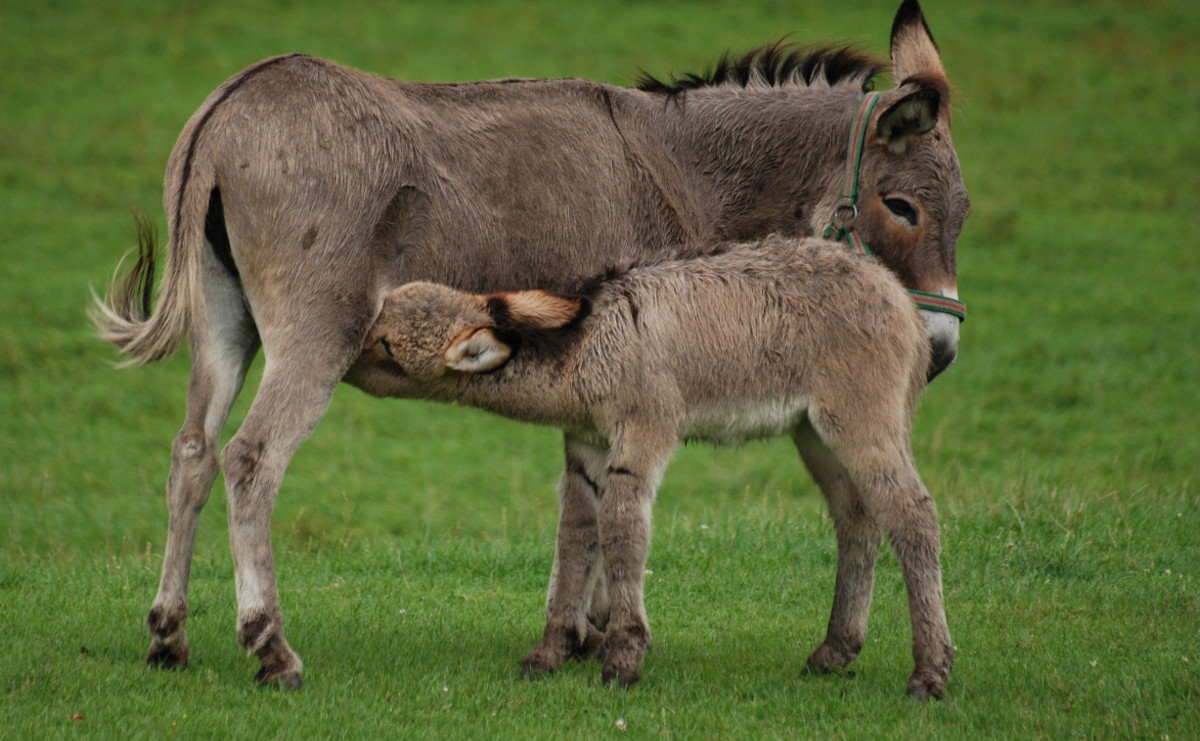
Sající osle

Oslí mléko je mléko pocházející od domestikovaného osla (Equus asinus). Používá se již od starověku pro kosmetické účely i jako náhrada mateřského mléka.

## Dějiny

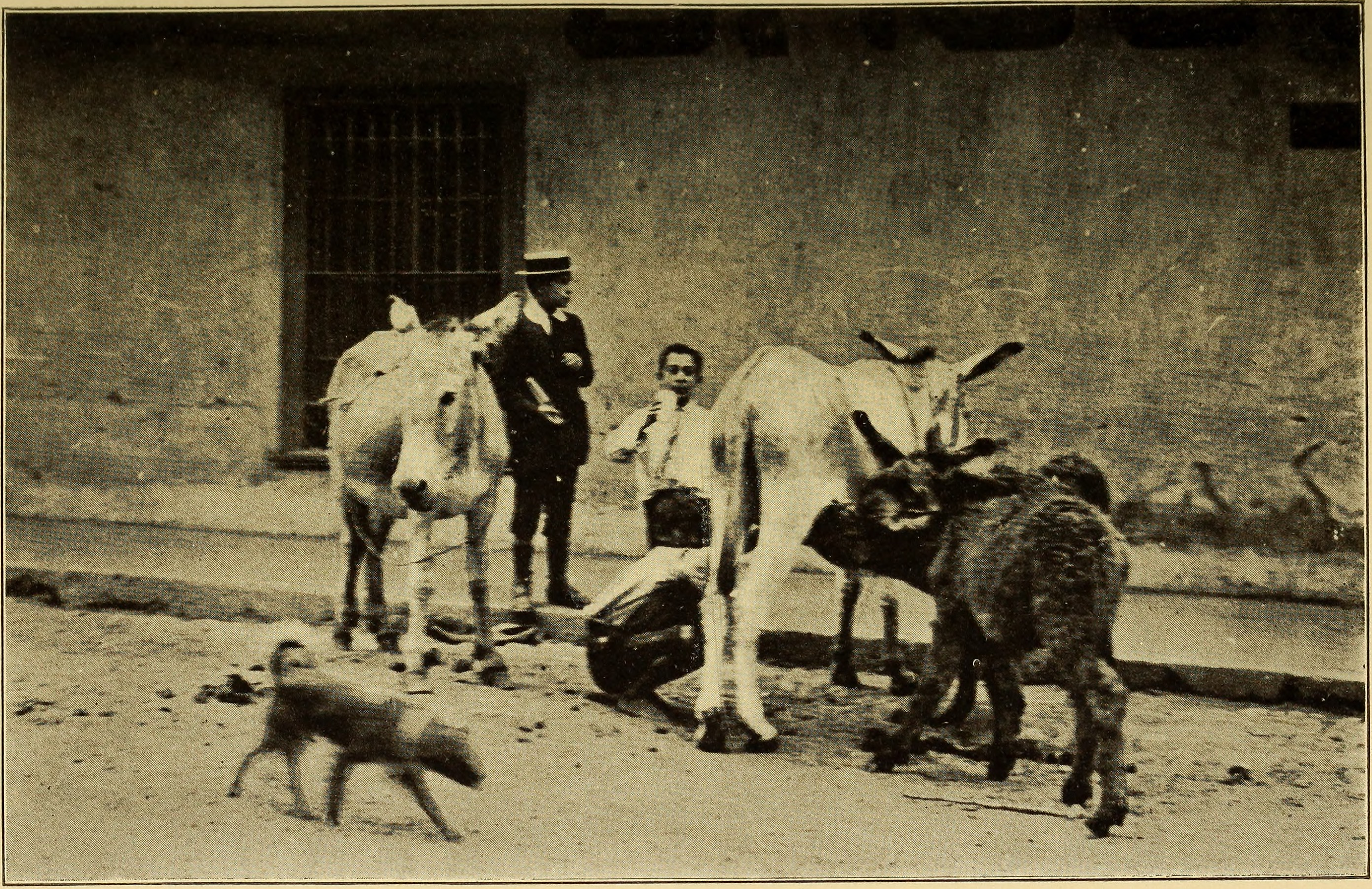
Dojení oslic, Chile, počátek 20. století

Oslí mléko lidé používají k výživě a kosmetickým účelům již od dob starověkého Egypta. Lékaři ho doporučovali k léčbě různých onemocnění kvůli jeho údajným léčebným a kosmetickým účinkům.
Hippokratés byl první, kdo psal o léčebném využití oslího mléka a předepisoval ho na řadu stavů, včetně otrav, horeček, infekčních onemocnění, otoků, ran, krvácení z nosu a jaterních potíží. V dobách Římské říše bylo oslí mléko uznávaným lékem. Plinius starší ve svém encyklopedickém díle Naturalis historia rozsáhle pojednával o jeho zdravotních přínosech, tj. v boji proti horečce, únavě, namáhání očí, oslabeným zubům, vráskám na obličeji, otravám, vředům, astmatu a některým gynekologickým problémům.
Nicméně až v renesanci se oslímu mléku začala věnovat první skutečná vědecká pozornost. Georges-Louis Leclerc hrabě de Buffon zmiňuje výhody oslího mléka ve své knize Hostoire Naturelle a Pauline Bonaparte, Napoleonova sestra, údajně používala oslí mléko k péči o pleť. Ve Francii v 19. století rozšířil lékař Parrot praxi, kdy byly děti bez matek přikládány přímo k oslímu struku (Bulletin de l'Académie de médicine, 1882). Oslí mléko se prodávalo až do 20. století k výživě osiřelých kojenců a k léčbě citlivých dětí, nemocných a starších osob. Z tohoto důvodu existovalo v Itálii, Belgii, Německu i Švýcarsku mnoho oslích farem. V 21. století se oslí mléko hojně používá k výrobě mýdel a hydratačních krémů, ale důkazy ukazují, že má možná lékařský potenciál při léčbě kojenců a dětí s alergií na bílkovinu kravského mléka (ABKM) jako přírodní "umělé mléko" pro kojence.

## Produkce
Osel je považován za sezónní polyestrické zvíře. Zeměpisná šířka, ve které leží farma chovající osli, však může výrazně ovlivnit reprodukční cyklus. Samice je obvykle březí 12 měsíců.
Produkce oslího mléka se značně liší od produkce mléka konvenčních druhů hospodářských zvířat, neboť produkce oslího mléka je značně limitovaná. Mléčná žláza koňovitých má nízkou kapacitu (maximálně 2,5 litru) a část produkovaného mléka by měla být ponechána mláděti. Dojení může probíhat dvě nebo tři hodiny po oddělení od mláděte. Oslice by měly být dojeny třikrát denně od dvaceti do devadesáti dnů od porodu. Variabilita produkce oslího mléka je způsobena mnoha faktory, jako je individuální dojivost, výživa, genetika a řízení reprodukce, a samozřejmě řízení dojení.
Obecně lze říci, že průměrná farma zaměřená na produkci oslího mléka je malá, a zřídka se na ni chová více než deset kusů. Největší oslí farma v Evropě se nachází v severní Itálii. Oslí farma Montebaducco v Quattro Castella, obci ležící v regionu Emilia-Romagna, chová přibližně 800 kusů.

## Složení
Publikované údaje o složení oslího mléka potvrzují blízkou podobnost s mateřským mlékem, pokud jde o obsah laktózy, bílkovin a popela. Jeho složení je bližší než v případě mléka kravského, ovčího nebo kozího. Navzdory vysokému obsahu laktózy v oslím mléce je průměrný obsah tuku nižší. Při použití v kojenecké výživě se oslí mléko obvykle doplňuje rostlinným olejem (4 ml/100 ml mléka), aby odpovídalo energii lidského mléka.
Poměr kaseinu k syrovátkové bílkovině v oslím mléce byl nižší ve srovnání s hodnotou v kravském mléce. Nebílkovinný dusík tvoří v průměru 16 % celkového dusíku v oslím mléce, což se blíží hodnotám uváděným pro mateřské mléko (20 %), ale je vyšší než u domácích přežvýkavců (5 %).
Aminokyselinový profil bílkovin oslího mléka vykazuje velmi podobné procento esenciálních aminokyselin (36,7 až 38,2 g aminokyselin/100 g bílkovin) jako v případě mateřského mléka (40,7 g aminokyselin/100 g bílkovin).
| Složka                              | Osel      | Kůň       | Člověk    | Kráva     |
| ----------------------------------- | --------- | --------- | --------- | --------- |
| pH                                  | 7,0–7,2   | 7,18      | 7,0–7,5   | 6,6–6,8   |
| Bílkoviny g/100g                    | 1,5–1,8   | 1,5–2,8   | 0,9–1,7   | 3,1–3,8   |
| Tuky g/100g                         | 0,3–1,8   | 0,5–2,0   | 3,5–4,0   | 3,5–3,9   |
| Laktóza g/100g                      | 5,8–7,4   | 5,8–7,0   | 6,3–7,0   | 4,4–4,9   |
| Celkový obsah pevných látek g/100 g | 8,8–11,7  | 9,3–11,6  | 11,7–12,9 | 12,5–13,0 |
| Kaseinový dusík g/100 g             | 0,64–1,03 | 0,94–1,2  | 0,32–0,42 | 2,46–2,80 |
| Syrovátkový protein g/100 g         | 0,49–0,80 | 0,74–0,91 | 0,68–0,83 | 0,55–0,70 |
| Nebílkovinný dusík g/100 g          | 0,18–0,41 | 0,17–0,35 | 0,26–0,32 | 0,1–0,19  |
| Kaseinový dusík %                   | 47,28     | 50        | 26,06     | 77,23     |
| Syrovátkový protein %               | 36,96     | 38,79     | 53,52     | 17,54     |
| Nebílkovinný dusík %                | 15,76     | 11,21     | 20,42     | 5,23      |

### Funkční a bioaktivní složky
Mezi funkční proteiny detekovanými v oslím mléce se nacházejí molekuly aktivní v antimikrobiální ochraně, jako je lysozym a laktoferin. Obsah laktoferinu v oslím mléce se pohybuje mezi nižšími hodnotami v kravském mléce a vyššími hodnotami v lidském mléce. Laktoferin inhibuje růst bakterií závislých na železe v gastrointestinálním traktu. Tím inhibuje určité organismy, jako jsou koliformní bakterie a kvasinky, které železo vyžadují. Lysozym v oslím mléce je přítomen ve velkém množství, jeho koncentrace se pohybuje od 1,0 mg/ml do 4,0 mg/ml v závislosti na použité analytické metodě (chemické nebo mikrobiologické). Tato látka je přítomna i u lidí (0,12 mg/ml), ale v kravském a kozím mléce se vyskytuje pouze ve stopovém množství. Lysozym v oslím mléce je vysoce termostabilní a velmi odolný vůči kyselinám a proteázám a může hrát významnou roli ve střevní imunitní odpovědi.
V sekretech oslích mléčných žláz, odtučněných či nikoliv, byly také stanoveny růstové faktory a hormony. Sekrety oslích mléčných žláz obsahují leptin podobný lidskému v hladinách blízkých mateřskému mléku. Bioaktivní peptidy jako inzulinu podobný růstový faktor 1, ghrelin a trijodthyronin byly také nalezeny v zmrazeném oslím mléce. Čím dál více je zaměřena pozornost vědců na zmíněné molekuly a mnoho dalších molekul přítomných v mateřském mléce, a to pro jejich potenciální přímou roli v regulaci příjmu potravy, metabolismu a tělesné kondici kojenců.

## Nutriční využití oslího mléka

### Přírodní hypoalergenní mléko pro kojence s alergií na bílkovinu kravského mléka
Pasterované oslí mléko se používá jako přírodní hypoalergenní mléko, protože ho toleruje přibližně 90 % kojenců s potravinovými alergiemi, včetně ABKM, což je běžná potravinová alergie v dětství s prevalencí přibližně 3 % během prvních třech let života. Tolerance kojence na oslí mléko však musí být posouzena pod lékařským dohledem a po provedení specifických alergických testů. Přírodní hypoalergenní mléko je upřednostňováno před sójovými nebo mléky vyrobenými z proteinových hydrolyzátů, protože má příjemnou chuť a nemusí způsobovat alergie u lidí, kteří mají také alergické reakce na sójové bílkoviny nebo proteinové hydrolyzáty.

### Přírodní umělá výživa kojenců

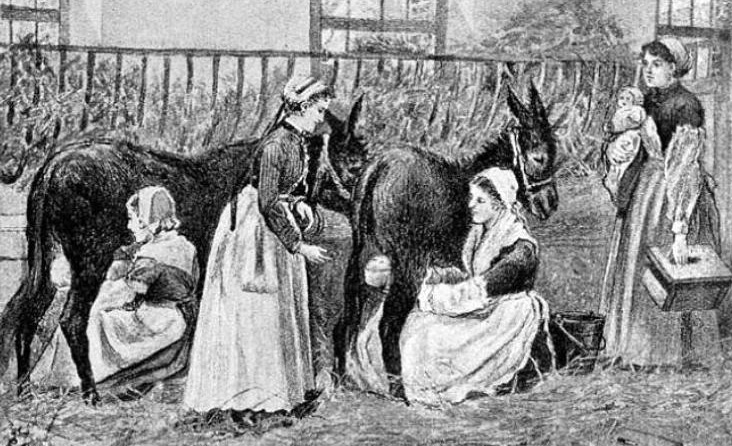
Vyobrazení přikládání kojenců ke struku oslic, Francie, 1895

Oslí mléko se svým složením podobá mateřskému mléku, pokud jde o obsah laktózy, bílkovin, minerálů a aminokyselin.
Z hlediska energie má oslí mléko vysoký obsah laktózy, ale nízký průměrný obsah tuku. Aby bylo možné jej použít v kojenecké výživě, mělo by být mléko kombinováno s tukem. Zvláštní pozornost je třeba věnovat také esenciálním mastným kyselinám. Omega-3 a omega-6 mastné kyseliny, zejména kyselina dokosahexaenová (DHA), hrají zásadní roli ve vývoji mozku a sítnice. Příjem v těhotenství a v raném věku ovlivňuje růst a kognitivní výkonnost v pozdějším dětství, proto je klíčové zajistit dostatečný příjem tuků, esenciálních mastných kyselin a DHA v těchto životních fázích. Pro zajištění dostatečného příjmu esenciálních mastných kyselin a DHA je zapotřebí mít cenově dostupné zdroje těchto mastných kyselin ve stravě. Integrace těchto látek může probíhat pomocí doplňků esenciálních mastných kyselin a rostlinného oleje certifikovaného pro kojence. Je důležité vyloučit spory, které mohou v prvních čtyřech měsících projít žaludeční sliznicí. U dětí, které nejsou alergické na kravské nebo kozí mléko, lze část tuku přirozeně kompenzovat přidáním 1 až 2 % kravského nebo kozího másla. V každém případě lze integraci tuků a esenciálních tuků provést integrací oslího mléka s umělými kojeneckými výživami.
Z hlediska hygienicko-sanitární bezpečnosti musí být oslí mléko a jeho složky, stejně jako veškeré mléko, před konzumací pasterizovány. Proces pasterizace oslího mléka deaktivuje bakteriální a virové kontaminanty.
Oslí mléko obsahuje sloučeniny posilující imunitu (zejména lysozym a laktoferin), které pomáhají chránit kojence před nemocemi. Chuť a vzhled oslího mléka jsou navíc pro děti atraktivní.

### Doplněk stravy
Oslí mléko se doporučuje k potlačení žaludeční kyseliny, k podpoře růstu střevní mikroflóry, ke zklidnění kašle a černého kašle a k léčbě imunitně zprostředkovaných onemocnění.

## Dostupné formy oslího mléka

### Čerstvé oslí mléko
Po dojení se oslí mléko ochladí. Podle evropské legislativy musí být, stejně jako veškeré mléko živočišného původu, před použitím pasterováno, tj. musí být zahřáto přibližně na 90 °C po dobu alespoň 2 minut. Čerstvé mléko lze uchovávat v chladničce po dobu tří dnů od nadojení. Pro prodloužení trvanlivosti lze syrové mléko zmrazit až na 2 až 3 měsíce.

### Pasterované oslí mléko
Oslí mléko se pasterizuje v uzavřeném okruhu pasterizace a plnění do lahví při teplotě nejméně 72 °C po dobu 15 sekund nebo ekvivalentní době a teplotě. V případě pasterizace v diskontinuálních systémech musí být teplota vyšší v závislosti na použité metodě, typu zařízení a místě určení.

### Lyofilizace
Oslí mléko lze lyofilizovat, aby se zachovala biologická kvalita mléka, a tím i jeho nutriční funkční a kosmetické vlastnosti. To je možné, protože při lyofilizaci se mléko zmrazí a uvede do vakua při nízkých teplotách. Během tohoto procesu se voda odstraní sublimací. Výsledkem je přibližně deset procent sušiny, která se nazývá lyofilizované oslí mléko. Tento prášek se snadno rekonstituuje. Lyofilizovaný produkt musí být balen bez přístupu kyslíku. Jeho trvanlivost je dva roky. Obvykle se vyrábí z pasterovaného oslího mléka, takže je připraveno k použití.
Analýza lyofilizovaného oslího mléka prokázala, že přirozená barva, chuť, živiny a bioaktivní látky čerstvého oslího mléka zůstávají zachovány. Sušení rozprašováním je další způsob sušení produktu, při kterém se mléko zahřívá a mohou se ztratit vitamíny a další důležité bioaktivní látky. Naproti tomu lyofilizace nevyžaduje chemické konzervační látky a lze jej buď přímo konzumovat, nebo snadno rehydratovat. Tato metoda je však nákladná a praktikuje ji jen několik společností.

## Použití pro kosmetické účely

### Dějiny
Říká se, že již staroegyptská královna Kleopatra se koupala v oslím mléce, aby si zachovala krásu a mladý vzhled své pleti. Legenda praví, že k zajištění dostatečného množství mléka potřebného pro její denní koupel bylo potřeba nejméně 700 oslů.
Podobně se o svou pleť starala i Poppaea Sabina, druhá manželka římského císaře Nera. O ní Plinius píše, jak prospívá oslí mléko pleti. "Obecně se věří, že oslí mléko vyhlazuje vrásky v obličeji, zjemňuje pleť a zachovává její bělost: a je dobře známo, že některé ženy mají ve zvyku si jím mýt obličej sedmkrát denně a tento počet striktně dodržují. Poppaea, manželka císaře Nerona, byla první, kdo to praktikoval. Dokonce si dopřávala sedací koupele, připravované výhradně z oslího mléka, a za tímto účelem ji na jejích cestách doprovázely celé zástupy oslic."
Římský básník Ovidius ve své básni Medicamina Faciei Femineae zmiňuje kosmetické masky vyrobené z oslího mléka. Oslí mléko k péči o pleť údajně používala i Napoleonova sestra, Pauline.

### Kosmetika s oslím mlékem
V 21. století se kosmetický průmysl čím dál více zaměřuje na produkty vyráběné z přírodních ingrediencí a orientuje se na udržitelnou spotřebu. Díky svému přírodnímu původu odpovídají mléčné složky v mnoha oblastech potřebám kosmetického průmyslu.
Vědecké studie krému obsahujícího lyofilizované oslí mléko prokázala různé přínosy pro pokožku. Tyto výsledky souvisejí s účinností složek oslího mléka, jako jsou bílkoviny, minerály, vitamíny, esenciální mastné kyseliny, bioaktivní enzymy a koenzymy, které poskytují pokožce vyváženou výživu a správnou hydrataci. Zejména obsah vitamínu C v oslím mléce je téměř 4x vyšší než v kravském mléce. Vzhledem k tomu, že oslí mléko obsahuje více laktoferinu než kravské mléko a značné množství lysozymu, má při správném složení potenciál zmírnit kožní problémy, jako je ekzém, akné, lupénka a herpes, zklidněním podráždění.
Oslí mléko se používá k výrobě mýdel a krémů.